# Лот (економіка)
Лот — об'єкт, що виставляється для продажу на аукціоні.;
Лот — пакет акцій одного підприємства (частина пакета акцій у випадку його дроблення і продажу частинами), що виставляється на продаж на Аукціоні ;
Лот — мінімальна за кількістю та вартістю партія нафти, газового конденсату, скрапленого газу та вугілля стандартної якості, що пропонується для продажу на аукціоні.;
Лот — одиниця майна, що виставляється для продажу на аукціоні, або партія аукціонного майна, що пропонується для продажу як одне ціле. Кожному лоту надається свій номер, який вказується в інформаційній картці (додаток 1) і оголошується ліцитатором під час проведення аукціону.;
Лот — одиниця майна, що виставляється для продажу на прилюдних торгах. Кожному лоту надається свій номер, який вказується в інформаційній картці і оголошується ліцитатором під час проведення прилюдних торгів.;
Лот — одиниця майна, що виставляється для продажу на аукціоні, або партія аукціонного майна, що пропонується для продажу як одне ціле.;
Лот — весь або частина пакета акцій ВАТ, що пропонується Фондом до продажу. Розмір та кількість лотів за кожним ВАТ визначається Фондом.;
Лот — одиниця активів платника податків, що виставляється для продажу на публічних торгах. Кожному лоту надається свій номер, який зазначається в інформаційній картці і оголошується ліцитатором під час проведення публічних торгів.;
Лот — антикварна річ, що пропонується для продажу на аукціоні, або декілька антикварних речей, що пропонуються для продажу на аукціоні як одне ціле.;
Лот — тварина, група тварин та птиця, що пропонуються для продажу на аукціоні..